# Patonyrét
Patonyrét (szlovákul Potônske Lúky) község Szlovákiában, a Nagyszombati kerület Dunaszerdahelyi járásában.

## Fekvése
Patonyrét a Felső-Csallóközben, a Kis-Duna déli partján fekszik, Felsőpatonytól 9 km-re északkeletre. A község 4,94 km²-es területe hosszan nyúlik el északkelet-délnyugati irányban, kiterjed a Kis-Duna északi oldalára is.
Északról Vízkelet, keletről és délről Felsőpatony, északnyugatról pedig Sárrét községekkel határos.
Patonyrétet 9,5 km hosszú mellékút köti össze Felsőpatonnyal, ugyanerről az útról érhető el Sárrét (6 km) is. A Diósförgepatony községhez tartozó rétekkel (Orechová Potôň - Lúky) 2,5 km hosszú mellékút köti össze.

## Története
Patonyrét 2003. január 1-jén vált önálló községgé, korábban Felsőpatony községhez tartozott Felsőpatonyi rétek (Horná Potôň - Lúky) néven. Az anyaközségtől távol, a Kis-Duna partján fekvő településrész a Csallóköz ritkán lakott északi peremvidékének jellegzetes szórványtelepülése volt, melynek (a hasonló helyzetű Bogyarét községhez hasonlóan) sikerült önálló községgé alakulnia. Felsőpatony község 1940-ben alakult Lögérpatony és Benkepatony egyesítésével.
Patonyrét jellegzetes szórványtelepülés, a második világháború előtt 15-20 ház állt itt, egymástól több száz méteres távolságban. A fő bevételi forrást a múltban a halászat, az ártéri erdőkből kivágott és feldolgozott fa, a teknőgyártás és a Kis-Dunán található vízimalmok üzemeltetése jelentette. Hagyományos foglalkozás Patonyréten a lótenyésztés is, napjainkban is tartanak itt lóvásárokat.
A lakosságszám a háború után indult növekedésnek és az 1970-es években érte el tetőpontját, ekkor megközelítette az 500 főt. Ekkor alakult meg mezőgazdasági szövetkezete és futballcsapata (1966). A hetvenes években azonban megtiltották az építkezést itt, ezért a lakosságszám visszaesett. Napjainkban a hétvégi házak tulajdonosainak száma meghaladja a törzslakosokét.
Területe a trianoni békeszerződésig Pozsony vármegye Dunaszerdahelyi járásához  (Lögérpatony és Benkepatony községek) tartozott.

## Népessége
| Év:            | 1994. | 2004. | 2014.    | 2024.   |
| -------------- | ----- | ----- | -------- | ------- |
| Emberek száma: | 0     | 231   | 282      | 285     |
| Eltérés:       |       | –     | +22,07 % | +1,06 % |

| Év:            | 2023. | 2024.   |
| -------------- | ----- | ------- |
| Emberek száma: | 286   | 285     |
| Eltérés:       |       | -0,34 % |

2011-ben 263 lakosából 196 magyar és 61 szlovák volt.
2021-ben 271 lakosából 181 (+8) magyar, 60 (+4) szlovák, 1 ruszin, 6 egyéb és 23 ismeretlen nemzetiségű volt.

## Nevezetességei
- A falu kataszterében számos védett növény- (fehérbogyó, kakukkfű, őszi kikerics, tüdőfű) és állatfaj (vízimadarak, édesvízi rákok, réti sas) él. A közelmúltig a túzok is előfordult a környéken.